# Município de Jackson (condado de Union, Ohio)
O município de Jackson (em inglês: Jackson Township) é um município localizado no condado de Union no estado estadounidense de Ohio. No ano de 2010 tinha uma população de 966 habitantes e uma densidade populacional de 13,29 pessoas por km².

## Geografia
O município de Jackson encontra-se localizado nas coordenadas 40° 28′ 48″ N, 83° 19′ 32″ O. Segundo a Departamento do Censo dos Estados Unidos, o município tem uma superfície total de 72.69 km², da qual 72,25 km² correspondem a terra firme e (0,6 %) 0,44 km² é água.

## Demografia
Segundo o censo de 2010, tinha 966 pessoas residindo no município de Jackson. A densidade populacional era de 13,29 hab./km². Dos 966 habitantes, o município de Jackson estava composto pelo 98,96 % brancos, o 0,1 % eram asiáticos e o 0,93 % eram de uma mistura de raças. Do total da população o 0 % eram hispanos ou latinos de qualquer raça.